# Alexander Bogdanov
Aleksandr Aleksândrovitch Bogdanov (em russo:  Алекса́ндр Алекса́ндрович Богда́нов; Sokółka, 22 de agosto de 1873 – Moscou, 7 de abril de 1928) foi um filósofo, economista, médico, escritor e revolucionário bolchevique russo.
Aleksandr foi uma figura central na história inicial do Partido Operário Social-Democrata Russo, depois renomeado para Partido Comunista da União Soviética, originalmente estabelecido em 1898. Aleksandr foi co-fundador da facção bolchevique em 1903, quando ele se separou da facção menchevique. Ele era um rival dentro dos bolcheviques de Vladimir Lenin (1870–1924), até ser expulso em 1909 e fundar sua própria facção Vpered.  Com a Revolução Russa de 1917, quando os bolcheviques subiram ao poder com o colapso da República Russa, seguida da primeira década da União Soviética, nos anos 1920, Aleksandr foi um influente oponente do governo bolchevique e de Lenin, através de uma perspectiva marxista. 
Aleksandr recebeu formação em psiquiatria e medicina. Seus interesses médicos e científicos variavam entre teoria de sistemas até a possibilidade de rejuvenescimento humana a partir da transfusão de sangue. Criou uma filosofia chamada de "tectologia", agora considerada como uma das precursoras da teoria de sistemas. Era também economista, teórico cultural, escritor de ficção científica e ativista político, seguidor dos princípios de Ernst Mach.

## Biografia
Aleksandr nasceu em Sokółka, província de Grodno, no Império Russo, hoje na Polônia, em 1873. Nasceu no seio de uma família rural de professores, o segundo de seis crianças. Estudou em Tula, onde ganhou uma medalha de ouro por desempenho escolar ao se formar. Assim que terminou o curso ginasial, ele ingressou no Departamento de Ciências Naturais da Universidade de Moscou, onde se filiou ao Grêmio Estudantil local, tendo sido expulso e exilado em Tula por conta disso.
Expulso da universidade, ele ingressou como estudante estrangeiro na Universidade Nacional da Carcóvia, onde se formou como médico em 1899. Aleksandr permaneceu em Tula entre 1894 e 1899, onde conheceu Aleksandr Rudnev, pai de Vladimir Bazarov, de quem seria amigo e colaborador por vários anos. Em Tula, Aleksandr também conheceu Natalya Bogdanovna Korsak, com quem se casou. Natalya foi recusada na universidade por ser mulher e era oito anos mais velha que Aleksandr. Ela trabalhava como enfermeira para Rudnev.
Junto de Bazarov e de Ivan Skvortsov-Stepanov, Aleksandr se tornou tutor de um círculo de estudos voltado para a classe trabalhadora. O círculo foi organizado em uma fábrica de armamentos em Tula, por Ivan Saveliev, a quem Aleksandr creditava a fundação da social-democracia da cidade. Neste período, ele escreveu Brief course of economic science, que só foi publicada, com várias modificações feitas por um censor, em 1897. Posteriormente, ele diria que esta experiência junto aos trabalhadores e estudantes lhe dera sua primeira lição da cultura proletária.
No outono de 1895, ele retomou seu curso de medicina em Carcóvia, mas passou a maior parte desse tempo em Tula. Em 1896, teve acesso aos trabalhos de Lenin, em especial a crítica de Peter Struve. Em 1899, ele se formaria como médico e publicou seu próximo trabalho, Basic elements of the historical perspective on nature. Entretanto, por conta de suas visões políticas, ele foi preso pela polícia do czar, passando seis meses na prisão e se exilando em seguida em Vologda.

## Bolchevismo
Seu apoio ao movimento bolchevique data de 1903. No começo de 1904, Martyn Liadov foi enviado pelos bolcheviques para Genebra, em busca de apoiadores. Ele se deparou com um grupo de simpatizantes revolucionários em Tver. Alexander foi então enviado ao Comitê de Genebra, onde ficou bastante impressionado com Um Passo em Frente, Dois Passos Atrás, livro de Lenin.
Alexander foi preso em 3 de dezembro de 1905 e foi libertado em 27 de maio de 1906. Após sua soltura, se exilou em Bezhetsk por três anos. Entretanto, obteve permissão para passar seu exílio em movimento, podendo assim se juntar a Lenin em Kokkola, na Finlândia. Nos próximos seis anos, Alexander seria uma das figuras mais importantes entre os bolcheviques, atrás apenas do próprio Lenin. Entre 1904 e 1906, ele publicou três volumes do seu tratado filosófico Empiriomonizm, que tentava fundir o marxismo com a filosofia de Ernst Mach, Wilhelm Ostwald e Richard Avenarius. Depois ele seria influenciado por vários teóricos russos marxistas, inclusive Nikolai Bukharin. Em 1907, ele ajudou a organizar o assalto ao banco de Tíflis, com Lenin e Leonid Krasin.
Por quatro anos após a Revolução Russa de 1905, Alexander liderou um grupo entre os bolcheviques que exigia a retirada dos deputados social-democratas da Duma, enquanto competia com Lenin pela liderança da facção bolchevique. Em 1908, junto de Bazarov, Lunacharsky, Berman, Helfond, Yushkevich e Suvorov, eles realizaram um simpósio chamado Studies in the Philosophy of Marxism que defendeu as opiniões dos marxistas russos.
Em meados de 1908, as divisões internas do movimento bolchevique se tornaram irreconciliáveis. A maioria dos líderes deixou de apoiar Alexander ou estavam indecisos entre ele e Lenin. Lenin se concentrou em minar a reputação de Aleksandr como filósofico. Em 1909, Lenin publicou um rascunho crítico chamado Materialismo e Empiriocriticismo, onde atacava a posição de Aleksandr, acusando-o de idealismo filosófico. Em junho de 1909, Aleksandr derrotou Lenin na miniconferência bolchevique de Paris organizada pela equipe editorial da revista bolchevique Proletary e foi expulso do movimento.
Aleksandr se juntou a Anatoly Lunacharsky, seu cunhado, Maxim Gorky, e outros membros da revista Vpered! na ilha de Capri, onde começou uma organização estudantil para trabalhadores russos das fábricas. Em 1910, Bogdanov, Lunacharsky, Mikhail Pokrovsky, e vários de seus apoiadores levaram a organização para Bolonha, onde continuaram dando aulas até 1911. Enquanto isso, Lenin e seus aliados iniciaram uma organização própria, nos arredores de Paris.
Aleksandr rompeu com o "Vpered" em 1912 e abandonou as atividades revolucionárias. Depois de seis anos em exílio na Europa, Aleksandr retornou à Rússia em 1914, seguido à anistia política declarada pelo czar Nicolau II como parte das festividades do tercentenário da Dinastia Romanov.

## Primeira Guerra Mundial
Aleksandr foi convocado após a eclosão da Primeira Guerra Mundial e foi designado como médico de regimento da 221ª Divisão de Infantaria de Smolensk, no segundo destacamento do Exército comandado pelo general Aleksandr Samsonov. Na Batalha de Tannenberg, o destacamento foi cercado e quase que completamente destruído, sendo que Alexander só sobreviveu porque foi enviado a Moscou acompanhando um oficial ferido pouco antes.
Na Segunda Batalha dos Lagos Masurianos, entretanto, Alexander teve um colapso e foi designado como cirurgião em um hospital de evacuação. Em 1916, escreveu quatro artigos para a Vpered!, onde analisava a guerra e a dinâmica econômica no período. Ele atribuiu um papel central às forças armadas na reestruturação econômica das potências beligerantes. Ele via o exército como criador de um "comunismo de consumidores" com o Estado assumindo partes cada vez maiores da economia. Ao mesmo tempo, o autoritarismo militar também se espalhava para a sociedade civil. Isso criou as condições para duas consequências: o comunismo de guerra impulsionado pelo consumo e a destruição dos meios de produção. Assim, ele previu que mesmo depois da guerra, o novo sistema de capitalismo de estado substituiria o de capitalismo financeiro, embora a destruição das forças de produção cessasse.

## Revolução Russa
Alexander não estava envolvido com nenhum partido político durante a Revolução Russa de 1917, ainda que tivesse publicado vários artigos e livros sobre os eventos que ocorriam ao seu redor. Ele apoiou o programa da Conferência Socialista de Zimmerwald de uma "paz sem anexações ou compensações". Lamentou o prosseguimento da guerra pelo Governo Provisório Russo. Após a crise de julho, ele defendeu a "democracia revolucionária", pois agora considerava os socialistas capazes de formar um governo.
No entanto, ele via isso como um governo provisório socialista de base ampla que convocaria uma Assembleia Constituinte. Em maio de 1917, publicou Chto my svergli no Novaya Zhizn, onde argumentava que entre 1904 e 1907, os bolcheviques haviam sido "decididamente democráticos" e que não havia um culto pronunciado à liderança. No entanto, após a decisão de Lenin e do grupo de emigrado ao seu redor de romper com Vpered! para se unir aos mencheviques, o princípio de liderança tornou-se mais pronunciado. Depois de 1912, quando Lenin insistiu em dividir o grupo Duma do Partido Operário Social-Democrata Russo, o princípio de liderança se consolidou.
Alexander viu esse problema como não sendo confinado aos bolcheviques, observando que formas autoritárias semelhantes de pensamento foram mostradas na atitude menchevique para com Georgi Plekhanov, ou o culto de indivíduos heroicos e líderes entre os narodniks.

## Tectologia
Entre 1912 e 1917 Alexander concebeu uma teoria geral dos sistemas, intitulada Tectologia, do grego tekton (construtor), que pode ser traduzida como "ciência das estruturas" vivas e não vivas. Segundo Fritjof Capra a ”tectologia foi a primeira tentativa na história da ciência para chegar a uma formulação sistemática dos princípios de organização dos seres vivos e não vivos”.
Bogdanov identificou três tipos de sistemas:
- Complexos organizados – o todo é maior que a soma das partes;
- Complexos desorganizados – o todo é menor que a soma das partes; e
- Complexo neutros – a organização e desorganização se anulam mutuamente.

## Ficção científica
Alexander Bogdanov também desempenhou importante papel no que diz respeito a criação literária, especificamente no campo da ficção científica. Autor de Red Star em 1908, que  foi uma das influências para que o escritor norte-americano Kim Stanley Robinson, publicasse sua trilogia de grande sucesso intitulada: Red Mars. No Brasil, seu livro Estrela Vermelha foi publicado em 2020 pela Boitempo Editorial.

## Morte
Em 1924, Alexander iniciou experiências com transfusão sanguínea, as quais realizava em si próprio. Nessa época o conhecimento a respeito de transfusões ainda era limitado, o que fez com que Alexander Bogdanov não tivesse um mínimo rigor necessário para lidar com este tipo de experimento, como, por exemplo, examinar e levar em consideração a saúde do doador. Essa falta de rigor e prática ao lidar com transfusões fez com que em 1928 ele recebesse uma transfusão de sangue infectado com malária e tuberculose.
Aleksandr morreu em 7 de abril de 1928, em Moscou, aos 54 anos, em decorrência das várias doenças adquiridas com a transfusão de sangue.

## Publicações

### Não ficção
- Socially Organised Society: Socialist Society, 1919
- Proletarian Poetry, Junho 1923
- Religion, Art and Marxism, Agosto 1924
- The Workers’ Artistic Inheritance, Setembro 1924

#### Ficção
- Krasnaya zvezda (Red Star) (São Petersburgo, 1908), publicado no Brasil como Estrela Vermelha: a primeira utopia bolchevique, em 2020, pela Boitempo Editorial.
  - Engineer Menni (1913), romance.
  - "A Martian Stranded on Earth" (1924). Poema.